# Anthocharis midea
Anthocharis midea é uma borboleta norte-americana que foi descrita em 1809 por Jacob Hübner. Ela pertence à família Pieridae. Estas borboletas são vistas principalmente no leste dos Estados Unidos, particularmente no Texas e Oklahoma. Elas tendem a viver em áreas abertas, bosques molhados ao longo de cursos de água e em pântanos abertos. Esta espécie é uma verdadeira borboleta de primavera, sendo que inicia o seu voo em Abril e continua até Maio (de Março a Maio no sul do Texas).

## Plantas hospedeiras
Plantas hospedeiras utilizadas pela borboleta:
- Arabis glabra
- Arabidopsis lyrata
- Arabis serotina
- Barbarea verna
- Boechera canadensis
- Boechera grahamii
- Boechera laevigata
- Cardamine angustata
- Cardamine bulbosa
- Cardamine concatenata
- Cardamine diphylla
- Cardamine hirsuta
- Cardamine parviflora
- Lepidium densiflorum